# 貴族姓氏助詞
貴族姓氏助詞，在西方許多國家中是貴族姓氏的組成成分之一。不同國家、不同語言、不同時間，都有可能會使用不同的助詞。貴族姓氏助詞在某些語言會與許多姓氏中所含的一般前置助詞相同。此時，有些國家會以不同的拼寫來區分貴族姓氏助詞與一般助詞，而有些國家則沒這種習慣，因而無法區分。貴族姓氏助詞在生活中或在特定情況常會被省略。

## 法國
在法國（以及歷史上深受其影響的英國英格蘭地區），許多貴族會於名字後冠上封地名（法語：nom de terre），並在名字與領地名中間加上助詞「德」（法語：de，相當於英語的"of, from"。"A de B"，相當於英語的"A of B"或中文的「B的A，來自B的A」），用以表達領地與其所有者——地主或農民——的連結，例子如馬克西米連·德·貝蒂訥（法語：Maximilien de Béthune）。也有少許情況不會加上助詞，如法國首席大法官皮埃爾·塞吉埃（法語：Pierre Séguier）。也會看到幾個與"de"有關的變體：du，為法語"de"+"le"（相當於英語"of the"，陽性）；d'，當領地名為元音起始時，依法語元音省略規則及正寫法，前方助詞"de"的元音會省略並加上縮寫符「'」，例如斐迪南·菲利普 (奧爾良公爵)（或意譯為「奧爾良的斐迪南」，法語：Ferdinand d'Orléans）；或des ，為"de"的複數。

## 德國和奧地利
在德國和奧地利，「馮」（德語：von，相當於英語"from"，表示「來自」）或「楚」（德語：zu，相當於英語"at"，表示「在」）一般置於貴族姓氏之前（如，亞歷山大·馮·洪保德和卡爾－特奧多爾·楚·古滕貝格）。兩者也可以一起使用(德語：von und zu，相當於英語"from and at"、中文的「來自及仍在...」)：例如列支敦士登的統治者漢斯·亞當二世（德語：Johannes Adam Ferdinand Alois Josef Maria Marko d'Aviano Pius von und zu Liechtenstein）。